# Agencia Nacional de Detectives Pinkerton
Pinkerton, fundada como la Agencia Nacional de Detectives Pinkerton, es una agencia de guardias y detectives de seguridad privada fundada en los Estados Unidos por el escocés Allan Pinkerton en la década de 1850 y actualmente una subsidiaria de Securitas AB. Pinkerton se hizo famoso cuando afirmó haber frustrado un complot para asesinar al presidente electo Abraham Lincoln, quien más tarde contrató a agentes de Pinkerton para su seguridad personal durante la Guerra de Secesión. Los agentes de Pinkerton realizaron servicios que iban desde vigilancia de seguridad hasta trabajo de contratación militar privada. La Agencia Nacional de Detectives Pinkerton contrató mujeres y minorías desde su fundación, una práctica poco común en ese momento. Pinkerton fue la organización privada de aplicación de la ley más grande del mundo en el apogeo de su poder.
Durante las huelgas laborales de finales de los siglos XIX, XX y XXI, empresarios contrataron a la Agencia Pinkerton para infiltrarse en sindicatos, suministrar guardias, mantener a los huelguistas y presuntos sindicalistas fuera de las fábricas y reclutar escuadrones de matones para intimidar a los trabajadores. Uno de esos enfrentamientos fue la huelga de Homestead de 1892, en la que se convocó a agentes de Pinkerton para reforzar las medidas rompehuelgas del industrial Henry Clay Frick, que actuaba en nombre de Andrew Carnegie. La batalla que siguió entre los agentes de Pinkerton y los trabajadores en huelga provocó la muerte de tres agentes de Pinkerton y nueve trabajadores del acero. Los Pinkerton también se utilizaron como guardias en disputas sobre carbón, hierro y madera en Illinois, Míchigan, Nueva York, Pensilvania y Virginia Occidental, así como en la Gran Huelga Ferroviaria de 1877 y la Batalla de Blair Mountain en 1921.
La empresa ha seguido existiendo en diversas formas hasta el día de hoy, y ahora es una división de la empresa de seguridad sueca Securitas AB, que opera como "Pinkerton Consulting & Investigations, Inc. dba Gestión de riesgos corporativos de Pinkerton ". La antigua división de servicios gubernamentales, PGS, ahora opera como "Securitas Critical Infrastructure Services, Inc.".

## Orígenes
En la década de 1850, Allan Pinkerton, detective y espía escocés, conoció al abogado de Chicago Edward Rucker en un Masonic Hall local y formó la Agencia de Policía del Noroeste, más tarde conocida como la Agencia Pinkerton.
El historiador Frank Morn escribe: "A mediados de la década de 1850, algunos empresarios vieron la necesidad de un mayor control sobre sus empleados; su solución fue patrocinar un sistema de detectives privados. En febrero de 1855, Allan Pinkerton, después de consultar con seis ferrocarriles del medio oeste, creó una agencia de este tipo en Chicago ".
Una de las primeras operaciones de la empresa fue entregar de manera segura al recién elegido presidente de los Estados Unidos, Abraham Lincoln, a Washington D. C., a la luz de una amenaza de asesinato. La detective de Pinkerton, Kate Warne, fue asignada y entregó con éxito a Lincoln a la capital de los Estados Unidos a través de una serie de disfraces y tácticas relacionadas que la obligaron a permanecer despierta durante todo el largo viaje. Como resultado de la notoriedad pública de este éxito, la empresa adaptó un ojo abierto como su logotipo y el lema "Nunca dormimos".

## Trabajo del gobierno

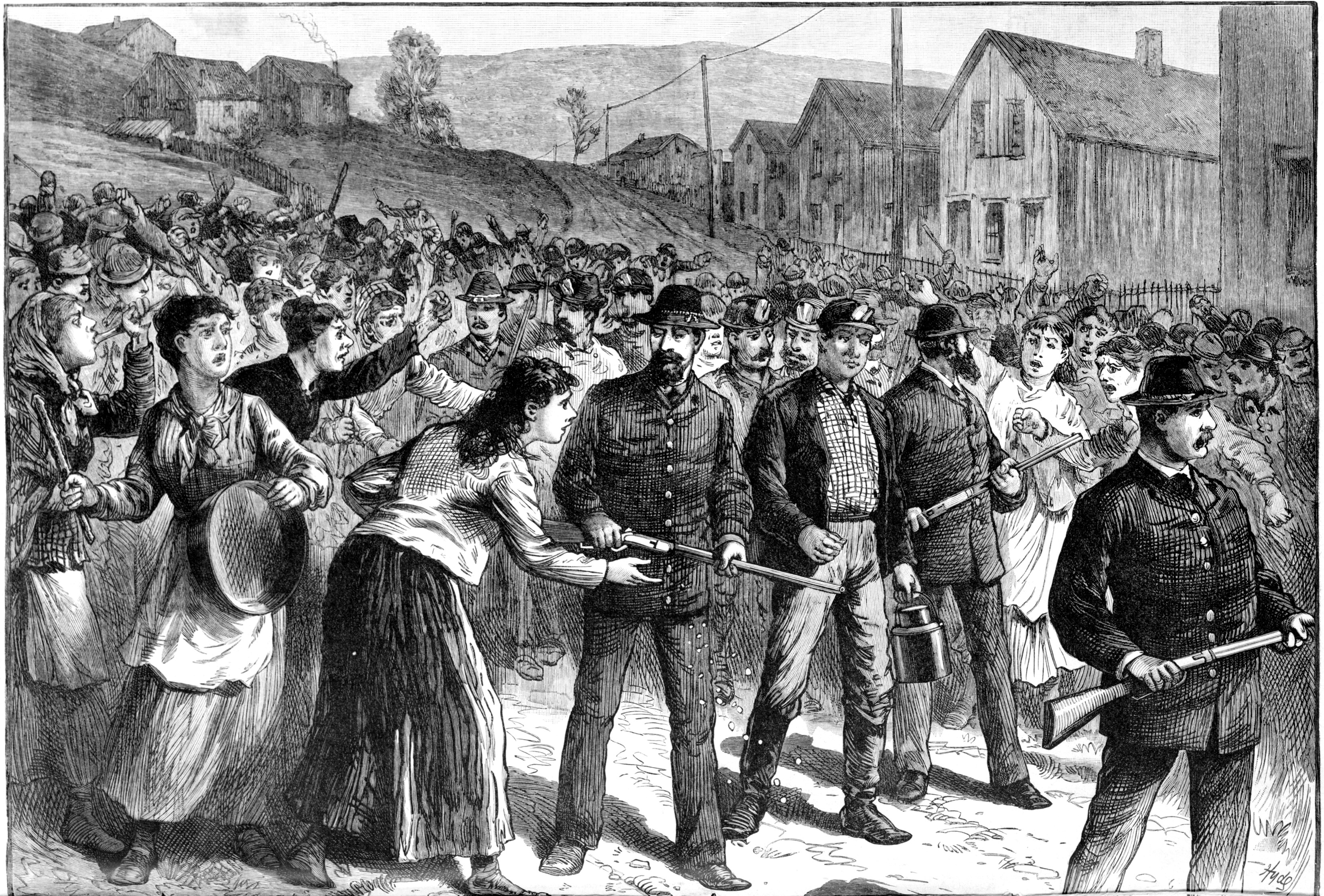
Los guardias de Pinkerton escoltan a los rompehuelgas en Buchtel, Ohio, 1884

En 1871, el Congreso asignó 50 000 dólares al nuevo Departamento de Justicia (DOJ) para formar una suborganización dedicada a "la detección y enjuiciamiento de los culpables de violar la ley federal". La cantidad fue insuficiente para que el nuevo Departamento de Justicia creara una unidad de investigación interna, por lo que contrataron los servicios a la Agencia Nacional de Detectives Pinkerton.
Sin embargo, desde la aprobación de la Ley Anti-Pinkerton en 1893, la ley federal ha establecido que un "individuo empleado por la Agencia de Detectives Pinkerton, u organización similar, no puede ser empleado por el Gobierno de los Estados Unidos o el gobierno del Distrito de Columbia."

## Molly Maguires
En la década de 1870, Franklin B. Gowen, entonces presidente de Filadelfia y Reading Railroad, contrató a la agencia para "investigar" los sindicatos en las minas de la empresa. Un agente de Pinkerton, James McParland, usando el alias "James McKenna", se infiltró en Molly Maguire, una sociedad secreta del siglo XIX de mineros del carbón principalmente irlandeses-estadounidenses, lo que llevó a la caída de la organización laboral.

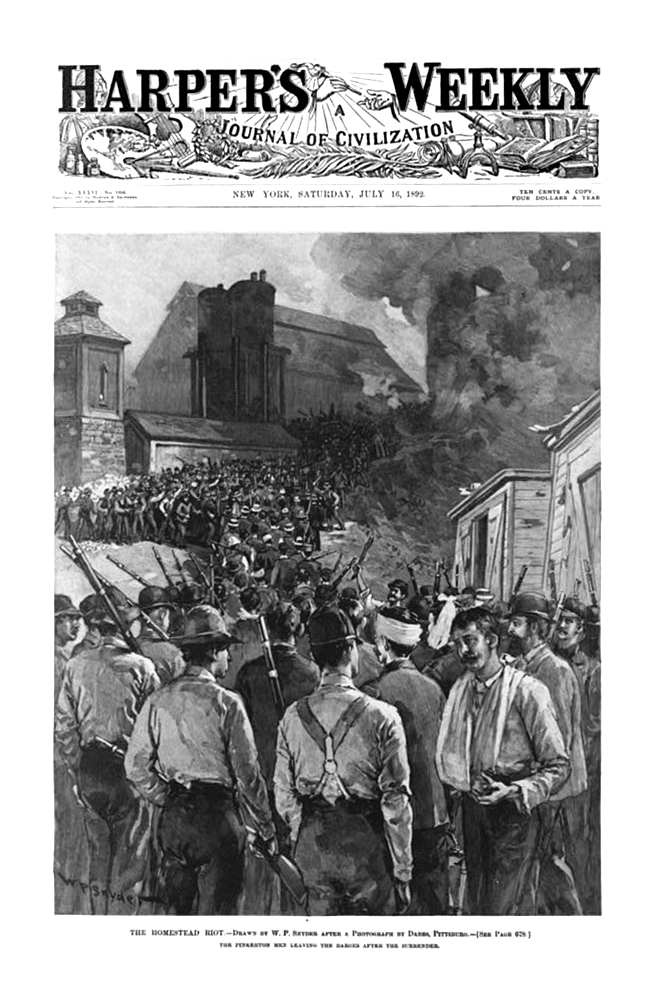
Los hombres de Pinkerton dejando una barcaza después de su rendición durante la huelga de Homestead

## Huelga de Homestead

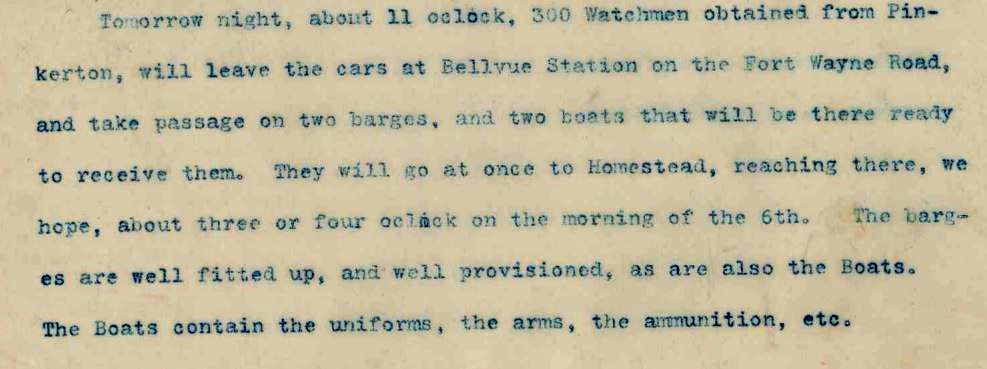
La carta de Frick que describe los planes y las municiones que estarán en las barcazas cuando los Pinkerton lleguen para enfrentar a los huelguistas en Homestead.

El 6 de julio de 1892, durante la huelga de Homestead, Henry Clay Frick de Carnegie Steel llamó a 300 detectives Pinkerton de Nueva York y Chicago para proteger a los rompehuelgas del área de Pittsburgh. Esto resultó en un tiroteo y un asedio en el que murieron 16 hombres y otros 23 resultaron heridos. Para restablecer el orden, el gobernador llamó a dos brigadas de la milicia de Pensilvania.
Como legado de la participación de los Pinkerton, un puente que conecta los suburbios cercanos de Pittsburgh de Munhall y Rankin se llamó Puente de aterrizaje de Pinkerton.

## Asesinato y juicio de Steunenberg
Harry Orchard fue arrestado por la policía de Idaho y le confesó al agente de Pinkerton James McParland que asesinó al exgobernador Frank Steunenberg de Idaho en 1905. Orchard testificó (sin éxito), bajo amenaza de ahorcamiento, contra el presidente de la Federación de Mineros del Oeste, Big Bill Haywood, y lo nombró como el que contrató al asesino. Con una conmovedora defensa de Clarence Darrow, Haywood y los otros acusados de la WFM fueron absueltos en un juicio publicitado a nivel nacional. Orchard recibió una sentencia de muerte, pero fue conmutada.

## Dashiell Hammet
Entre los años 1915 y 1922, el escritor estadounidense Dashiell Hammett fue un agente operativo de la agencia Pinkerton, primero en la sede Baltimore y posteriormente trasladado a las oficinas de San Francisco. Aunque la agencia Pinkerton no es nombrada explicitamente, la experiencia de Hammett en esos años le sirvió de inspiración y localización para los relatos que escribiría después en la revista pulp Black Mask protagonizadas por el detective privado agente de la Continental. También aprovechó esta experiencia para escribir su primera novela Cosecha roja. Hammett es considerado uno de los creadores del género Hard boiled, precursor de la novela negra.

## Era moderna
Debido a sus conflictos con los sindicatos, los organizadores laborales y los miembros sindicales, la palabra Pinkerton se asocia con esquiroles. Pinkerton se diversificó del espionaje laboral luego de las revelaciones publicadas por las audiencias del Comité La Follette en 1937, y el trabajo de detección criminal de la firma también sufrió el movimiento de modernización de la policía, que vio el surgimiento de la Oficina Federal de Investigaciones y el refuerzo de las ramas de detectives y recursos de la policía pública. Con menos trabajo de investigación laboral y criminal en el que Pinkerton prosperó durante décadas, la compañía se involucró cada vez más en los servicios de protección y, en la década de 1960, incluso la palabra "detective" desapareció del membrete de la agencia. La compañía ahora se enfoca en inteligencia de amenazas, administración de riesgos, protección ejecutiva y respuesta activa de tiradores.
En 1999, la compañía fue comprada por Securitas AB, una compañía de seguridad sueca, por $ 384 millones, seguida de la adquisición de la Agencia de Detectives William J. Burns (fundada en 1910), rival de Pinkerton desde hace mucho tiempo, para crear (como un división de la matriz) Securitas Security Services USA. En la actualidad, la sede de la empresa se encuentra en Ann Arbor.